# Tomas Kančelskis
Tomas Kančelskis (Šiauliai, 19 de agosto de 1975) é um ex-futebolista e treinador de futebol lituano que atuava como zagueiro.
Em sua carreira, jogou por mais tempo no FBK Kaunas, entre 2000 e 2008, tendo atuado em 208 partidas, com 6 gols. Também vestiu as camisas de ROMAR Mažeikiai, Kareda Kaunas e Šiauliai em seu país natal, além de uma rápida passagem pelo futebol da Escócia, pelo Heart of Midlothian (6 jogos por empréstimo). Antes de assinar com o clube de Edimburgo (na época, treinado por Valdas Ivanauskas, com quem jogara na Seleção Lituana), passou um período de experiência em 2006, mas não chegou a ser contratado.
Aposentou-se dos gramados em 2010, porém permaneceu no Šiauliai como auxiliar-técnico entre 2011 e 2012, quando foi promovido a treinador principal da equipe.

## Seleção
Pela Seleção Lituana, Kančelskis disputou 14 jogos entre 1995 e 2002, não tendo feito nenhum gol.

## Títulos
ROMAR Mažeikiai
- Campeonato Lituano: 1 (1993)

Kareda Kaunas
- Campeonato Lituano: 3 (1997, 1998 e 2000)

FBK Kaunas
- Campeonato Lituano: 6 (2000, 2001, 2002, 2003, 2004 e 2006)
- Copa da Lituânia: 3 (2002, 2004 e 2005)
- Supercopa da Lituânia: 1 (2007)